# サンデル・ベルゲ
サンデル・ガルド・ボリン・ベルゲ（Sander Gard Bolin Berge, 1998年2月14日 - ）は、ノルウェー・アーケシュフース県アスケー出身のプロサッカー選手。バーンリーFC所属。ノルウェー代表。ポジションはMF。

## 来歴
2013年にOBOSリーガエン (2部リーグ)のアスケー・フォトバルでプロデビュー。2015年にエリテセリエンのヴォレレンガ・フォトバルに移籍。2015年7月のローゼンボリBK戦でトップリーグ初出場。以降主力選手に成長した。
2017年1月2日、ベルギー・ファースト・ディビジョンAとKRCヘンクと4年契約を締結。加入1年目から存在感を示し、2017年夏にはアーセナルFCが、ベルゲの獲得に興味を示したと言われた。2018-19シーズンはリーグ戦28試合に出場しリーグ優勝に貢献。2019年9月22日のKVオーステンデ戦ではプロ初ゴールを決めた。
2019年11月5日のUEFAチャンピオンズリーグ 2019-20グループリーグのリヴァプールFC戦では、敵地アンフィールドで先発で起用され90分間フル出場。1-2で敗れたものの、好プレーを見せ、リヴァプールをはじめ多くのプレミアリーグのチームが、ベルゲの獲得に興味を示すようになった。
2020年1月31日、シェフィールド・ユナイテッドFCと2024年までの4年半の契約を締結したことが発表された。
2023年8月10日、バーンリーFCに移籍した。4年契約で、移籍金は1200万ポンドとみられている。

## ノルウェー代表
2013年から各ユース世代のノルウェー代表に随時招集され、2017年3月23日の北アイルランド戦でフル代表初出場を果たした。